# WasserSpiegel (Museum)

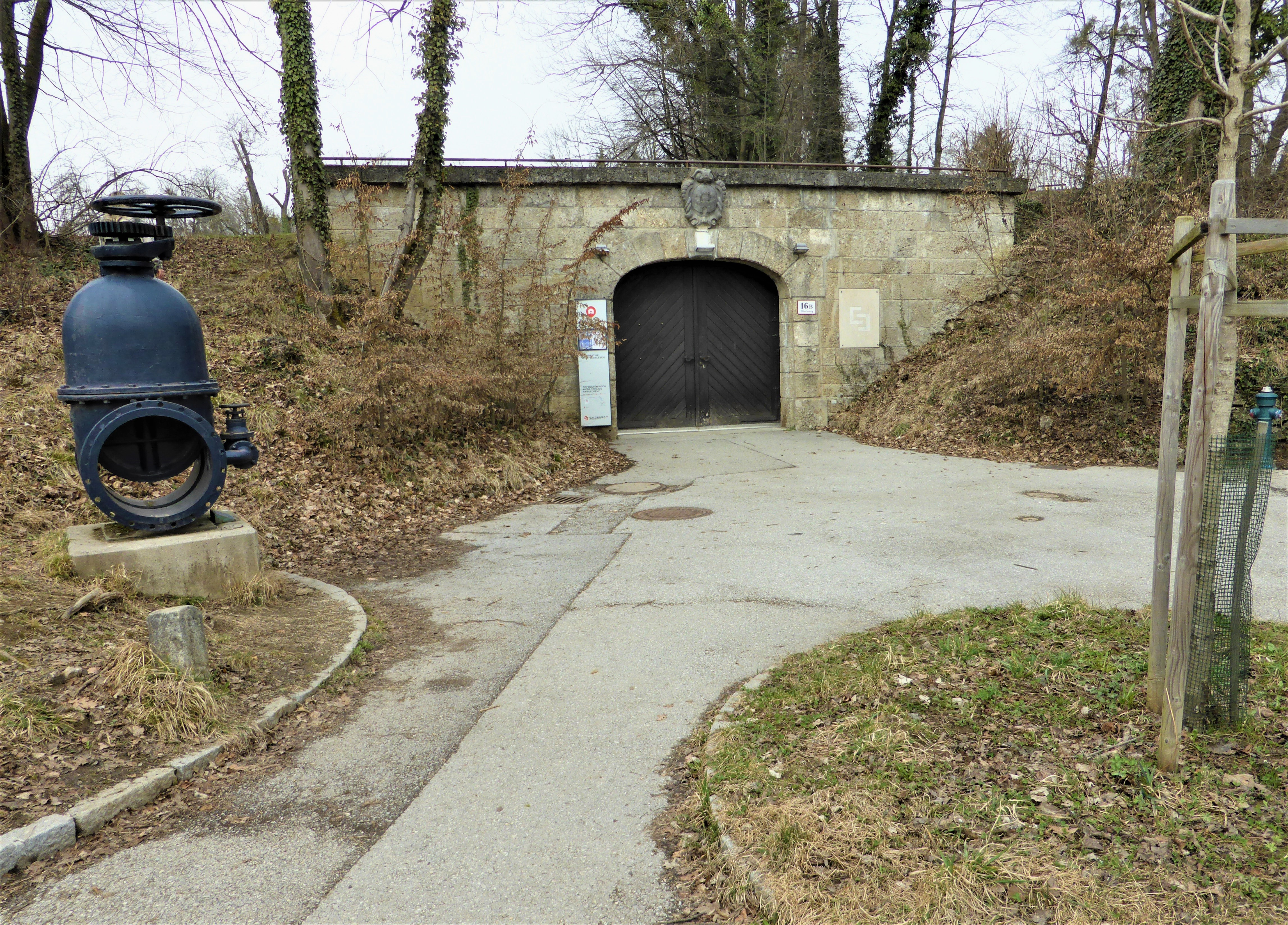
Eingangsbereich zum Museum WasserSpiegel

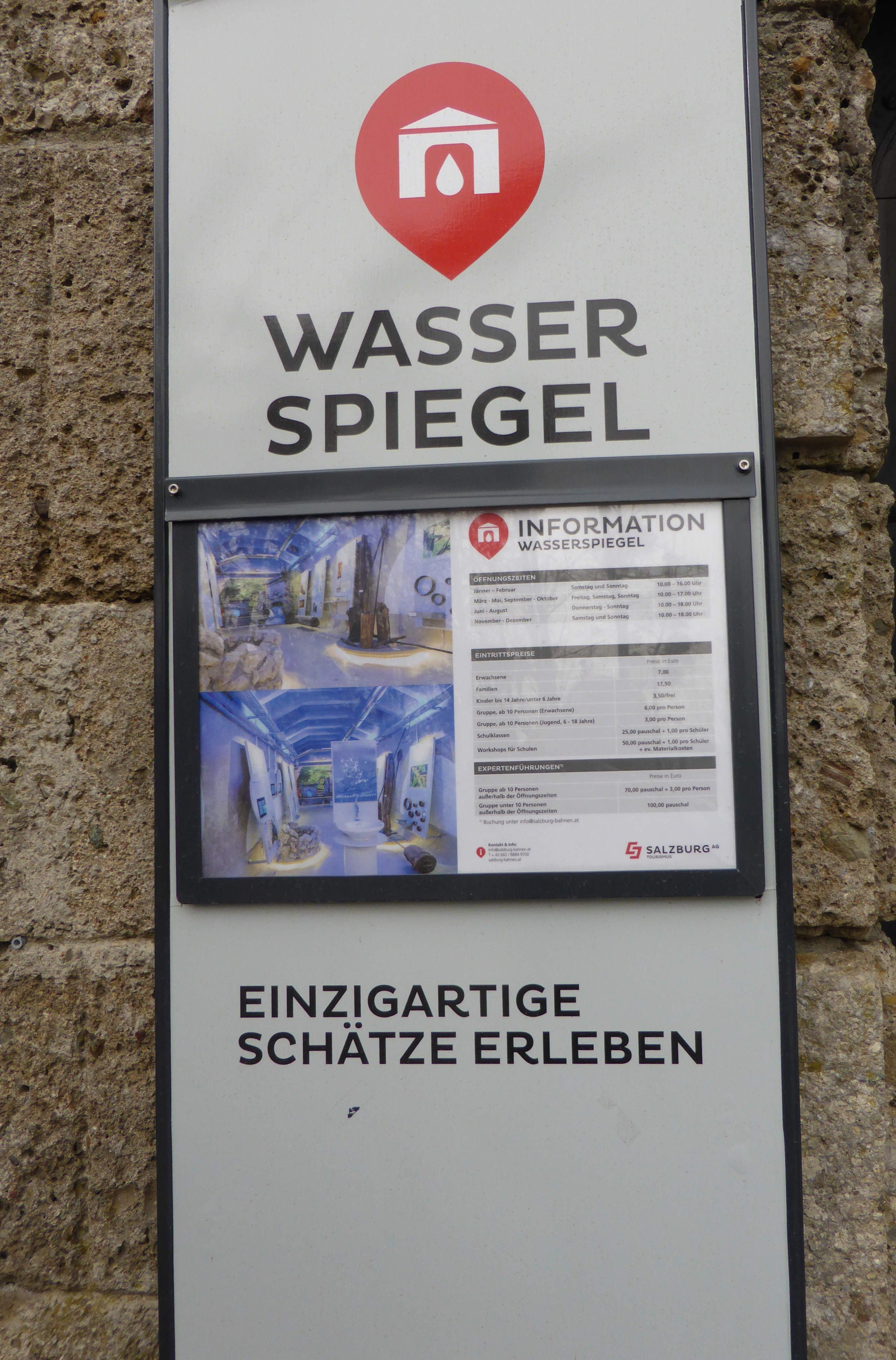
Informationstafel zum Museum WasserSpiegel

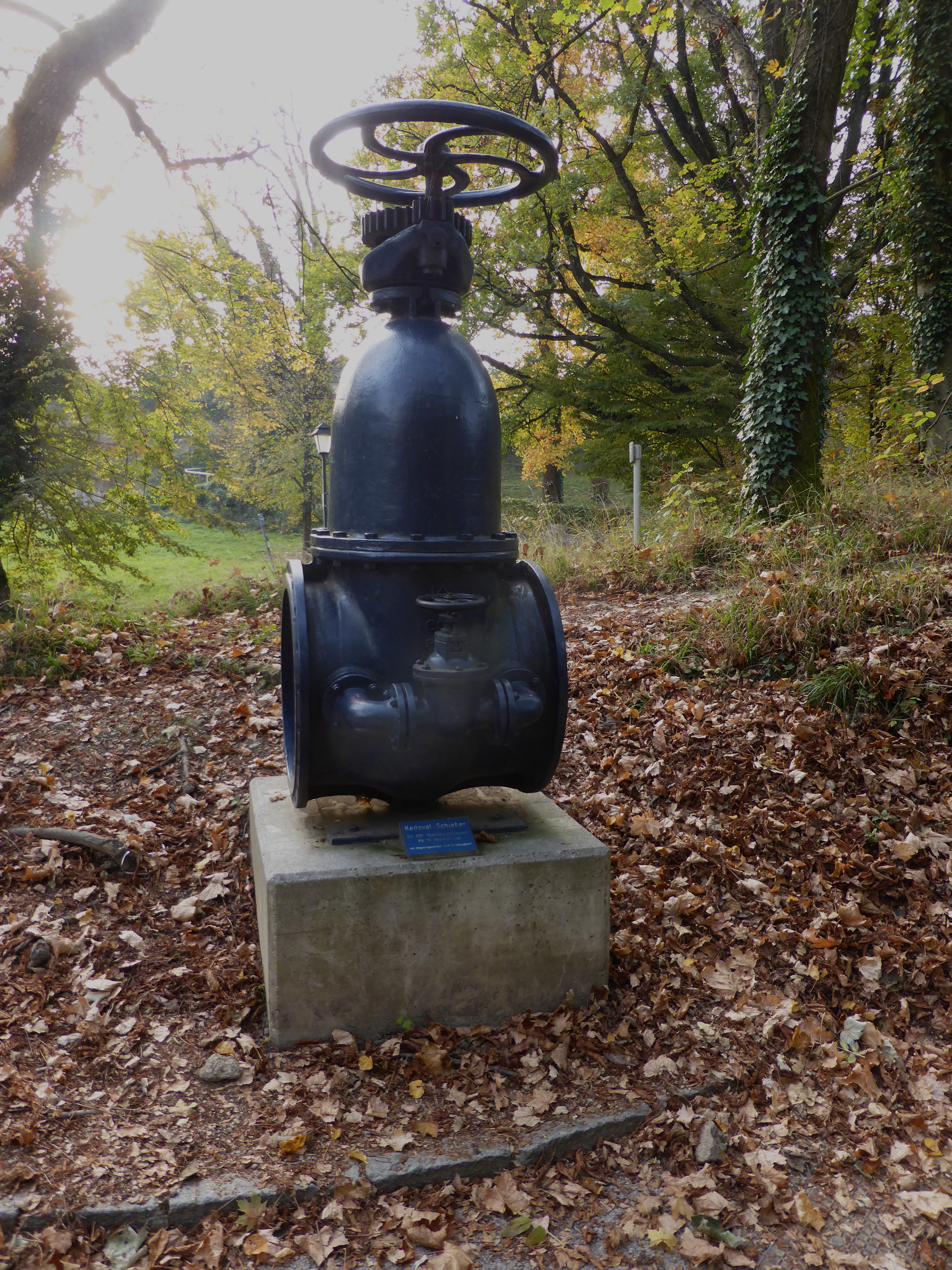
Historischer Wasserschieber vor dem Museum WasserSpiegel

WasserSpiegel ist ein Museum in dem Hochbehälter auf dem salzburgischen Mönchsberg. Es liegt unmittelbar nördlich am Dr.-Ludwig-Prähauser-Weg.

## Geschichte
Mitte des 19. Jahrhunderts wurde die Wasserversorgung von Salzburg grundlegend neu geplant. Grund war, dass die bisher vorhandenen Wasserleitungen von Gers- und Gaisberg desolat waren. Zudem war die Stadt nach dem Anschluss an die Westbahn mit einem höher werdenden Besucherstrom konfrontiert. Entschieden wurde, zusätzliches Wasser von der Quelle in Fürstenbrunn mit einer Druckleitung auf den Mönchsberg zu bringen. Der mit Salzburg mehrfach verbundene Besitzer der Quelle, König Ludwig I., gestattete 1869 eine immerwährende Wasserentnahme für die Kommune Salzburg. Die Leitung wurde von der „Deutschen Wasserwerksgesellschaft Frankfurt am Main“ ab 1874 gebaut, am 31. Oktober 1875 konnte das Werk an die Stadtverwaltung übergeben werden.
Trotz der nun hinreichenden Wasserversorgung wurden 1888/89 und um 1900 zwei weitere Hochdruckbehälter auf dem Kapuzinerberg errichtet, in denen Wasser vom Gaisberg, Gersberg und Kühberg gespeichert wurde, um im Notfall über genügend Wasserreserven zu verfügen. Um die beklagte Wasserverschwendung in den Haushalten zu regulieren (das Wasser wurde im Winter einfach laufen gelassen, um ein Einfrieren der Leitungen zu verhindern; im Sommer wurde das laufende Wasser zur Kühlung von Lebensmitteln und von Wohnungen verwendet) wurden gegen den Widerstand der Bevölkerung, welche die Anschlusskosten nicht übernehmen wollte, ab 1903 Wasserzähler eingebaut; 1912 war diese Maßnahme abgeschlossen. Zudem wurde für Salzburg ein Brauchwassersystem errichtet, mit dem Hydranten, Waschküchen, Gartenleitungen, öffentliche Toiletten und Laufbrunnen versorgt werden sollten. Dazu wurde ein zweiter Wasserspeicher bei der Bürgerwehr errichtet, der von der Brunnhausquelle im Nonntal und dem überschüssigen Wasser aus der Fürstenbrunner Quelle gefüllt wurde; diese Nutzwasserversorgung wurde 1932 eingestellt. Im Herbst 1929 wurde eine weitere Wasserleitung von Fürstenbrunn auf den Mönchsberg angelegt und neben dem ersten Hochbehälter mit einem Fassungsvermögen von 1020 Kubikmeter wurde ein weiterer Hochbehälter mit einem Fassungsvermögen von 1560 Kubikmeter errichtet. Diese beiden wurden mit dem bestehenden Nutzwasser-Hochbehälter untereinander verbunden. Heute wird das Wasser nicht mehr von der Quelle in Fürstenbrunn bezogen, sondern vom Grundwasserwerk Glanegg aus der Marktgemeinde Grödig. Während des Zweiten Weltkriegs wurde im Oktober 1944 das Wasserreservoir schwer getroffen. Der bis 1950 wieder hergestellte Hochdruckbehälter ist heute 8,5 m tief und fasst 25.000 Kubikmeter Wasser, er wurde in den Jahren 1995 bis 1998 generalsaniert.
Das Museum in dem Hochwasserbehälter wurde 1998 eröffnet. In diesem interaktiven Museum werden auf 500 m² Informationen zu Geschichte und Gegenwart der Salzburger Wasserversorgung dargestellt.